# 名古屋商科大学大学院
名古屋商科大学大学院（英称:Graduate School of Management, Nagoya University of Commerce & Business、略称:NUCB Business School）は、愛知県名古屋市、東京都千代田区、および大阪府大阪市にキャンパスを構える日本の経営大学院（ビジネススクール）。通称として名商大ビジネススクールという名称が用いられる。在学生550名（定員500名）と交換留学生150名が学んでいる。

## 概要

### ミッション
Our mission is to educate innovative and ethical leaders who possess a ʻFrontier Spiritʼ and to create knowledge that advances business and society. Our students will have the ability to bridge the gap between New Asia and the rest of the world.

### 教育の特徴
国際的なネットワークを構築しながら、国際的かつ実践的な教育環境を提供。個人を対象とした学位課程のみならず、学位取得にとらわれない単科課程や、法人向けの企業研修教育、経営者向けの事業承継教育など、先進的なマネジメント教育を展開。教育手法として全学的にケースメソッドを採用していることで知られている。

## 沿革
- 1990年 - 名古屋商科大学大学院がビジネススクールとして開設。
- 2000年
  - 全国で初の一年制コース開設。
  - 名古屋駅前にサテライトキャンパスを開設。
- 2001年 - 名古屋市伏見に伏見キャンパス開設。
- 2003年 - Executive MBAを開始。
- 2004年 - MSc in Taxationを開始。
- 2005年
  - 東京丸の内ビルディングでExecutiveMBAを開始。
  - Masters in Management（MiM）をGlobal MBAとして開始。
  - 戦略経営研究所を設立。
- 2006年
  - 文部科学省「特色ある大学教育支援プログラム」にExecutive MBAが認定される。
  - 国際的な大学評価機関「AACSB」より正式認証を受ける。
- 2007年 - グランフロント大阪（大阪市）でExecutive MBAを開始。
- 2009年
  - 国際的な大学評価機関The Association of MBAs（AMBA）から国内初の正式認証を受ける。
  - AAPBSのメンバーとして加盟。
- 2011年
  - 非学位プログラム（Executive Education）の提供を開始。
  - 国連PRME（Membership of Principle for Responsible Management Education）のメンバーとして加盟。
  - ケースセンターを設立。
- 2012年 - EMBAC（Membership of Executive MBA Council）のメンバーとして加盟。
- 2013年
  - 国際アドバイザリーボードを設立。
  - MBAプログラム（日英）を開始。
- 2015年
  - 名古屋丸の内キャンパス完成。
  - 事業承継研究所を設立。
- 2016年 - AMBAアジアカンファレンスを国内初開催。
- 2017年 - Healthcare MBA（Certificate）を開始。
- 2018年
  - ケースメソッド研究所を設立
  - Harvard Business Publishingと共同でケースメソッド教授法セミナを開催。
  - AACSBアジアパシフィックカンファレンスを国内初開催。
  - 日本政策金融公庫と創業・事業承継支援での連携協定を締結[1]。
  - オンラインMBA入門（厚生労働省委託事業）を開始。
- 2019年
  - 日本ケースセンター（Case Center Japan）を運営開始[2]。
  - 女性リーダー育成プログラム（内閣府委託事業）を開始。
- 2020年
  - 2年次を対象とした医療製薬、デジタル変革、事業構想、経営幹部、など領域別のリーダー育成課程（CLD）を開設。
- 2021年
  - EFMDより国際的な大学評価機関EQUIS認証を受け国内初のトリプルクラウン校に。
- 2022年
  - PIM（Partnership in International Management）の正会員となる。

## 評価

### 国際認証
- AACSB（Association to Advance Collegiate Schools of Business）
- AMBA（Association of MBAs）[3]
- EQUIS（The European Quality Improvement System）

### ランキング
- Financial Times ranking 2018

| Program       | Category      | Japan | Asia-Pacific |
| ------------- | ------------- | ----- | ------------ |
| Executive MBA | Executive MBA | #1    | #18          |

- QSランキング2025[4][5]

| 課程              | カテゴリ        | 国内 | アジア | 世界 |
| ----------------- | --------------- | ---- | ------ | ---- |
| Executive MBA     | EMBA            | #1   | #14    | #111 |
| Full-time MBA     | Global MBA      | #1   | #19    | #121 |
| MSc in Management | Business Master | #1   | #10    | #101 |

### BP認定
社会人を対象とした週末集中型の社会人MBAを提供し、国内最大規模のビジネススクールとなる。教育手法としては豊富なオリジナルケースをベースにした独自のケースメソッドを展開している。文部科学省採択事業「特色ある大学教育支援プログラム」「高度人材養成のための社会人学び直し大学院プログラム」等の研究実績から、「TaxAccountant Program（MSc）」「Global Leader Program（MIM）」「General Manager Program（EMBA）」「Business Innovation Program（MBA）」「履修証明プログラム（PreMBA）」が文部科学省より職業実践力育成プログラム（BP）として認定を受ける。また、「履修証明プログラム（１年）」等が厚生労働省より「専門実践教育訓練給付制度」指定講座として指定されている。

#### 職業実践力育成プログラム（BP）認定プログラム一覧
| 課程                | 期間 | 修得資格       | 職業分野                                 | 社会人の受講しやすい工夫 |
| ------------------- | ---- | -------------- | ---------------------------------------- | ------------------------ |
| MSc in Taxation     | 2年  | 修士（経営学） | 税理士、監査法人、経理、融資等           | 週末、奨学金、長期履修   |
| MSc in Accounting   | 2年  | 修士（経営学） | 税理士、監査法人、経理、融資等           | 週末、奨学金、長期履修   |
| MSc in Management   | 2年  | 修士（経営学） | 外資系企業、国際関係部門                 | 平日、奨学金、長期履修   |
| Executive MBA       | 2年  | 修士（経営学） | 経営管理者、経営コンサル                 | 週末、奨学金、長期履修   |
| MBA（日本語・英語） | 2年  | 修士（経営学） | 新製品・サービス開発、新規事業・事業構想 | 週末、奨学金、長期履修   |
| PreMBA              | 1年  | 履修証明書     | 経営管理者・新規事業                     | 週末、長期履修           |

#### 専門実践教育訓練指定講座対応一覧
| 講座名                             | 訓練期間 | 昼夜土日 |
| ---------------------------------- | -------- | -------- |
| Tax Accountant Program（MSc）      | 2年      | 土日     |
| Global Leader Program（MiM）       | 2年      | 平日     |
| General Manager Program（EMBA）    | 2年      | 土日     |
| Business Innovation Program（MBA） | 2年      | 土日     |
| Global Leader Program（英語MBA）   | 1年      | 土日     |
| Global Leader Program（英語MBA）   | 2年      | 土日     |
| 履修証明課程（PreMBA）             | 1年      | 土日     |
| 履修証明課程（PreMBA）             | 2年      | 土日     |

## 教育課程

### 学位プログラム
| 研究科           | 学位課程          | 専攻             | 言語   | 校舎             | 選抜                | 学位           |
| ---------------- | ----------------- | ---------------- | ------ | ---------------- | ------------------- | -------------- |
| マネジメント     | Executive MBA     | 総合マネジメント | 日本語 | 東京/名古屋/大阪 | 社会人選抜          | 修士（経営学） |
| マネジメント     | MBA               | 経営管理         | 日本語 | 東京/名古屋      | 社会人選抜          | 修士（経営学） |
| マネジメント     | MBA               | 国際経営         | 英語   | 名古屋           | 社会人選抜          | 修士（経営学） |
| マネジメント     | Global MBA®︎       | 国際経営         | 英語   | 名古屋           | 社会人選抜          | 修士（経営学） |
| マネジメント     | MSc in Management | 国際経営         | 英語   | 名古屋           | 一般選抜            | 修士（経営学） |
| 会計ファイナンス | MSc in Taxation   | 会計ファイナンス | 日本語 | 名古屋/東京      | 社会人選抜 一般選抜 | 修士（経営学） |
| 会計ファイナンス | MSc in Taxation   | 税法学           | 日本語 | 名古屋/東京      | 社会人選抜 一般選抜 | 修士（経営学） |

### 非学位プログラム

#### Executive Education
- Certificate Program
  - PreMBA(履修証明)
PreMBAとはMBAのエッセンスを凝縮して1年間または2年間で学修するプログラム。MBAの学習領域を網羅した年間20種類以上の講義を、体系的に履修することでMBAの基礎力養成を目指す。PreMBAの修了者には学校教育法第105条に基づく履修証明（Certificate）が授与される[8]。

- Comprehensive Programs
  - AMP(Advanced Management Program)
持続的成長に向けた意思表示といえる「経営理念」やその活動の正当性ともいえる「企業倫理」を意識しながら組織全体を導くための意識と姿勢を高める。リーダーとしていかに組織を変革し部下を育成して次世代に承継していくかを考えるプログラム。受講対象者は、目安として実務経験年数20年以上で、かつ組織の最高経営責任を担うことを目指す方、すでにその職に有る人。修了者には修学したことを証明する「修了証」が授与される。
  - GMP (General Management Program)
企業の中核的存在として「戦略的思考」や「創造的思考」を効果的に駆使するための意識や姿勢を高める。部下育成や現場をマネジメントする立場としていかにリーダーシップを発揮し、組織全体の目標に貢献していくかを考えるプログラム。受講対象者は、目安として実務経験年数10〜20年で、かつ部下の育成や現場をマネジメントする立場にある人。修了者には修学したことを証明する「修了証」が授与される[9]。

- Focused Programs
  - MBA単科(オンライン受講)
MBA単科とは、週末の土日2日間で1科目が完結するプログラム（年間67科目のMBA単科から1科目以上選択可能）。MBA単科で取得した単位は、大学院進学後に修了要件に認定される。
    - MBA基礎コース(オンライン受講)
MBA基礎コースは、初めてMBAを学ぶ方や、まず基礎を固めたいという方におすすめです。業種・職種・役職を問わず全てのビジネスパーソンに必須のヒト・モノ・カネ全般の基礎知識を修得し、論理的思考力を高めます。修了時には、MBA基礎コースを修学したことを証明する「修了証」を交付。学修期間：4月〜7月。
    - 育休MBA(オンライン受講)
仕事を中断している時間を活用して、オンライン型のケースメソッド授業で実践的なMBAプログラムのエッセンスを学ぶためのコース（厚生労働省労働者等のキャリア形成・生産性向上に資する教育訓練開発プロジェクト事業）。学修期間：2020年9月〜12月[10]。

### 研究体制

#### 研究ユニット
- Accounting and Taxation
- Business, Government, and the International Economy
- Entrepreneurial Management
- Finance & Economics
- General Management
- Marketing
- Negotiation, Organizations & Markets
- Organizational Behavior
- Pedagogical

## 施設

### キャンパス

#### 名古屋丸の内キャンパス
- 使用研究科：マネジメント研究科（修士課程）、会計ファイナンス研究科（修士課程）
- 使用附属施設：
  - 図書館
  - 戦略経営研究所
  - ケースメソッド研究所
  - 日本ケースセンター（CCJ）
  - アメニティ施設
    - スポーツジム
    - 学生ラウンジ、食堂
- 所在地：愛知県名古屋市中区錦錦1-3-1（丸の内タワー）[11]
- 交通アクセス：名古屋市営地下鉄東山線・鶴舞線 伏見駅、桜通線・鶴舞線 丸の内駅

#### 東京丸の内キャンパス
- 使用研究科：マネジメント研究科（修士課程）、会計ファイナンス研究科（修士課程）
- 所在地：東京都千代田区丸の内2-4-1　丸の内ビルディング 7F、9F、10F
- 交通アクセス：JR東海道本線（上野東京ライン）・東北新幹線、JR東海道新幹線　東京駅（南口）

#### 大阪うめきたキャンパス
- 使用研究科：マネジメント研究科（修士課程）
- 所在地：大阪府大阪市北区大深町3-1　グランフロント大阪ナレッジキャピタル 7F
- 交通アクセス：JR東海道本線 大阪駅、大阪メトロ御堂筋線 梅田駅、阪神本線 大阪梅田駅、阪急神戸本線・宝塚本線・京都本線 大阪梅田駅

### 研究センター
- Case Center Japan
- Center for Entrepreneurs
- Center for Family Business
- Center for Case Method
- Center for Strategic Management

## 対外関係

### 加盟国際ネットワーク
- AAPBS - Association of Asia-Pacific Business Schools
- EFMD - European Foundation for Management Development
- EMBAC - Executive MBA Council
- PRME - Principles for Responsible Management Education
- GBSN - Global Business School Network
- PIM - Partnership in International Management